# Piper keyanum
Piper keyanum är en pepparväxtart som beskrevs av C. Dc.. Piper keyanum ingår i släktet Piper och familjen pepparväxter. Inga underarter finns listade i Catalogue of Life.